# Hrabstwo Ottawa (Michigan)
Hrabstwo Ottawa (ang. Ottawa County) – hrabstwo w stanie Michigan w Stanach Zjednoczonych. Obszar całkowity hrabstwa obejmuje powierzchnię 1 631,97 mil2 (4 226,80 km²). Według danych z 2010 r. hrabstwo miało 263 801 mieszkańców. Hrabstwo powstało w 1837 roku, a jego nazwa pochodzi od indiańskiego plemienia Ottawów.

## Sąsiednie hrabstwa
- Hrabstwo Muskegon (północ)
- Hrabstwo Kent (wschód)
- Hrabstwo Allegan (południe)
- Hrabstwo Racine (Wisconsin) (południowy zachód)
- Hrabstwo Milwaukee (Wisconsin) (zachód)

## Miasta
- Coopersville
- Ferrysburg
- Grand Haven
- Holland
- Hudsonville
- Zeeland

## CDP
- Allendale
- Beechwood
- Jenison

## Wioski
- Spring Lake